# Programma libero (pattinaggio di figura)
Il programma libero, chiamato anche programma lungo, è la seconda delle due fasi da cui sono composte le competizioni di pattinaggio di figura, sia per i singoli che per le coppie. Infatti, queste gare sono suddivise in due tappe: il programma libero è il più lungo delle due, mentre la tappa più breve è chiamata, appunto, programma corto. In genere, il programma libero dura 4 minuti per le donne e 4 minuti e 30 secondi per gli uomini, ma possono essere concessi 10 secondi in più o in meno dove necessario. Per la categoria junior, i programmi sono più corti di 30 secondi.
In origine, le competizioni di pattinaggio consistevano solamente in alcune figure obbligatorie e nel programma libero; "libero" stava quindi ad indicare un'esibizione in cui gli atleti erano liberi di eseguire le combinazioni di elementi che ritenevano più adatte in base alle proprie capacità. Più tardi, l'International Skating Union indicò invece alcuni requisiti come necessari per un programma equilibrato. Per le coppie, questi vennero stabiliti nel 1982, per i singoli nel 1984. In modo da contenere la tendenza degli atleti a riempire i loro programmi solo con elementi tecnici come salti, trottole o altri movimenti atti solo a dimostrare le proprie capacità, vennero stabilite delle linee guida standard per il programma. Ad esempio, per molti anni i programmi i singoli hanno dovuto eseguire un minimo di quattro trottole, e le coppie da tre a cinque sollevamenti.
Dopo l'introduzione dell'ISU judging system, nel 2004, queste linee guida sono state sostituite da uno specifico fisso numero di elementi tecnici di vario tipo. Non solo il nuovo sistema di giudizio fornisce una lista specifica degli elementi che é necessario inserire nel proprio programma per avere la possibilità di ottenere il maggior numero di punti, ma tiene anche in minor considerazione elementi che in precedenza erano diventati comuni, come salti singoli o doppi utilizzati per sottolineare alcuni movimenti o sequenze di salti. A ben vedere, il termine "programma libero" con il nuovo sistema di giudizio dell'ISU non è più tanto libero: infatti, i pattinatori devono inserire nei propri programmi l'esatto numero di elementi consentiti.
La durata dei programmi viene misurata calcolando che il programma inizi quando il pattinatore comincia a pattinare, e finisca quando si sarà fermato completamente, e non quando la musica inizia o finisce. Se un atleta non termina il programma entro i limiti di tempo consentiti, ciò gli costerà una deduzione nel punteggio.
In un programma libero, gli elementi eseguiti dopo la metà del tempo vengono valutati del 10% in più rispetto al loro punteggio di base, in quanto é giudicata più difficile l'esecuzione di un elemento verso la fine del programma piuttosto che all'inizio, quando l'atleta è meno affaticato. Per uomini e donne, ogni salto dopo la metà del tempo riceve quindi un bonus, mentre nelle coppie i bonus vengono assegnati a sollevamenti e salti eseguiti dopo la metà. Tutti gli altri elementi invece, come ad esempio le sequenze di passi o le trottole, non ottengono alcun bonus.

## Record

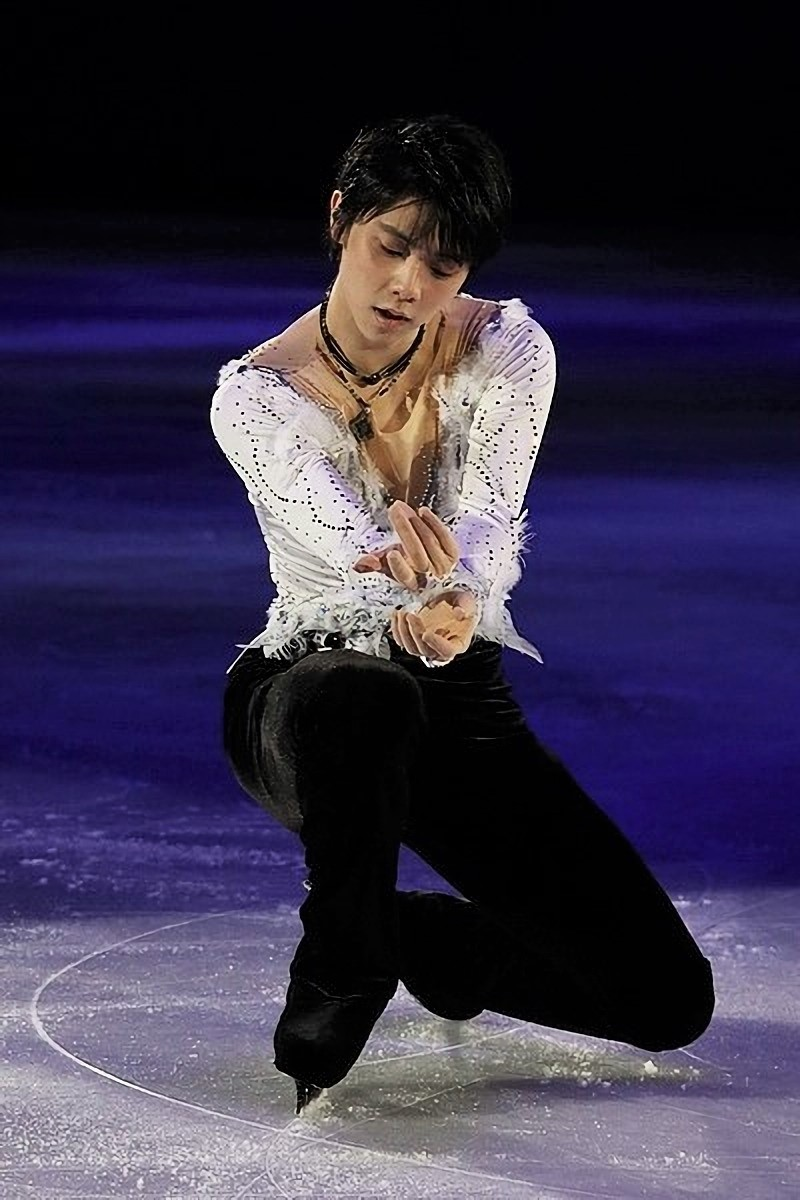
Al 4 novembre 2018, Yuzuru Hanyu detiene sia il record del mondo che il record storico per i programmi corto, libero e totale.

Qui di seguito sono elencati i migliori punteggi mai ottenuti nel programma libero dal 2003 in poi. Sono considerati record storici tutti i record fatti registrare prima della stagione 2018-19.

### Singolo maschile

#### Record
Nella tabella qui di seguito sono elencati i tutti i record a partire dai 160 punti segnati nel programma libero maschile.
| Record    | Record          | Record      | Record                                                  | Record |
| Punteggio | Nome            | Nazionalità | Evento                                                  | Anno   |
| --------- | --------------- | ----------- | ------------------------------------------------------- | ------ |
| 163.98    | Dmitrij Aliev   | Russia      | Lombardia Trophy                                        | 2018   |
| 172.05    | Shōma Uno       | Giappone    | Lombardia Trophy                                        | 2018   |
| 177.55    | Michail Koljada | Russia      | Ondrej Nepela Trophy                                    | 2018   |
| 189.99    | Nathan Chen     | Stati Uniti | Skate America                                           | 2018   |
| 190.43    | Yuzuru Hanyū    | Giappone    | Grand Prix di Helsinki                                  | 2018   |
| 197.36    | Shōma Uno       | Giappone    | Campionato dei Quattro continenti                       | 2019   |
| 206.10    | Yuzuru Hanyū    | Giappone    | Campionati mondiali 2019                                | 2019   |
| 216.02    | Nathan Chen     | Stati Uniti | Campionati mondiali 2019                                | 2019   |
| 224.92    | Nathan Chen     | Stati Uniti | Finale del Grand Prix ISU di pattinaggio di figura 2019 | 2019   |
| 227.79    | Ilia Malinin    | Stati Uniti | Campionati mondiali 2024                                | 2024   |

#### Record storici

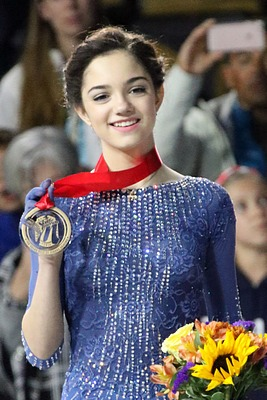
La pattinatrice russa Evgenia Medvedeva ha segnato quattro record del mondo nel punteggio del programma libero femminile.

Nella tabella qui di seguito sono elencati i tutti i record storici a partire dai 130 punti segnati nel programma libero maschile.

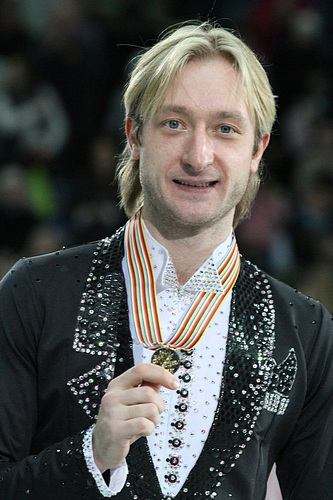
Evgenij Pljuščenko ha segnato quattro record del mondo nel programma libero maschile nel corso della sua carriera.

| Record storici | Record storici     | Record storici | Record storici      | Record storici |
| Punteggio      | Nome               | Nazionalità    | Evento              | Anno           |
| -------------- | ------------------ | -------------- | ------------------- | -------------- |
| 133.09         | Michael Weiss      | Stati Uniti    | Skate America       | 2003           |
| 136.62         | Takeshi Honda      | Giappone       | Skate America       | 2003           |
| 141.68         | Jeffrey Buttle     | Canada         | Skate Canada        | 2003           |
| 152.40         | Evgenij Pljuščenko | Russia         | Skate Canada        | 2003           |
| 158.94         | Evgenij Pljuščenko | Russia         | Trophée Lalique     | 2003           |
| 167.40         | Evgenij Pljuščenko | Russia         | Finale Grand Prix   | 2005           |
| 167.67         | Evgenij Pljuščenko | Russia         | Olimpiadi Invernali | 2006           |
| 175.84         | Daisuke Takahashi  | Giappone       | Quattro Continenti  | 2008           |
| 180.79         | Takahiko Kozuka    | Giappone       | Campionati Mondiali | 2011           |
| 187.96         | Patrick Chan       | Canada         | Campionati Mondiali | 2011           |
| 196.75         | Patrick Chan       | Canada         | NHK Trophy          | 2013           |
| 216.07         | Yuzuru Hanyū       | Giappone       | NHK Trophy          | 2015           |
| 219.48         | Yuzuru Hanyū       | Giappone       | Finale Grand Prix   | 2015           |
| 223.20         | Yuzuru Hanyū       | Giappone       | Campionati Mondiali | 2017           |

### Singolo femminile

#### Record
Nella tabella qui di seguito sono elencati i tutti i record a partire dai 130 punti segnati nel punteggio del programma libero femminile.
| Record    | Record             | Record      | Record               | Record |
| Punteggio | Nome               | Nazionalità | Evento               | Anno   |
| --------- | ------------------ | ----------- | -------------------- | ------ |
| 132.21    | Anna Ščerbakova    | Russia      | JGP Bratislava       | 2018   |
| 132.42    | Alëna Kostornaja   | Russia      | JGP Austria          | 2018   |
| 146.70    | Aleksandra Trusova | Russia      | JGP Amber Cup        | 2018   |
| 147.37    | Rika Kihira        | Giappone    | Ondrej Nepela Trophy | 2018   |
| 158.50    | Alina Zagitova     | Russia      | Nebelhorn Trophy     | 2018   |
| 163.78    | Aleksandra Trusova | Russia      | Ondrej Nepela Trophy | 2019   |
| 166.62    | Aleksandra Trusova | Russia      | Skate Canada         | 2019   |
| 174.31    | Kamila Valieva     | Russia      | Finlandia Trophy     | 2021   |
| 180.89    | Kamila Valieva     | Russia      | Skate Canada         | 2021   |
| 185.29    | Kamila Valieva     | Russia      | Rostelecom Cup       | 2021   |

#### Record storici
Nella tabella qui di seguito sono elencati i tutti i record storici a partire dai 100 punti segnati nel punteggio del programma libero femminile.
| Punteggio | Nome               | Nazionalità   | Evento               | Anno |
| --------- | ------------------ | ------------- | -------------------- | ---- |
| 102.29    | Amber Corwin       | Stati Uniti   | Skate America        | 2003 |
| 113.37    | Shizuka Arakawa    | Giappone      | Skate America        | 2003 |
| 120.09    | Jennifer Kirk      | Stati Uniti   | Skate America        | 2003 |
| 130.89    | Sasha Cohen        | Stati Uniti   | Skate America        | 2003 |
| 133.13    | Mao Asada          | Giappone      | Campionati Mondiali  | 2007 |
| 133.70    | Yuna Kim           | Corea del Sud | Cup of Russia        | 2007 |
| 133.95    | Yuna Kim           | Corea del Sud | Trophée Eric Bompard | 2009 |
| 150.06    | Yuna Kim           | Corea del Sud | Olimpiadi Invernali  | 2010 |
| 150.10    | Evgenija Medvedeva | Russia        | Campionati Mondiali  | 2016 |
| 150.79    | Evgenija Medvedeva | Russia        | Campionati Europei   | 2017 |
| 154.40    | Evgenija Medvedeva | Russia        | Campionati Mondiali  | 2017 |
| 160.46    | Evgenija Medvedeva | Russia        | World Team Trophy    | 2017 |

### Coppie
Record

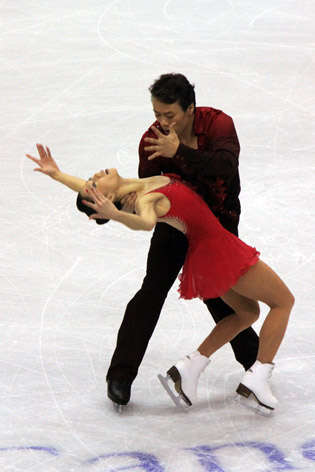
Xue Shen e Hongbo Zhao hanno segnato cinque punteggi da record nel programma libero di coppia.

Qui di seguito sono elencati tutti i record del programma libero di coppia.
| Record    | Record                                  | Record         | Record                | Record |
| Punteggio | Nome                                    | Nazionalità    | Evento                | Anno   |
| --------- | --------------------------------------- | -------------- | --------------------- | ------ |
| 112.80    | Tae Ok Ryom / Ju Sik Kim                | Corea del Nord | Asian Open            | 2018   |
| 134.88    | Chen Peng /Yang Jin                     | Cina           | Asian Open            | 2018   |
| 136.40    | Vanessa James / Morgan Ciprès           | Francia        | Autumn Classic        | 2018   |
| 147.30    | Vanessa James / Morgan Ciprès           | Francia        | Skate Canada          | 2018   |
| 148.37    | Vanessa James / Morgan Ciprès           | Francia        | Finale del Grand Prix | 2018   |
| 149.11    | Vanessa James / Morgan Ciprès           | Francia        | Campionati europei    | 2019   |
| 155.60    | Sui Wenjing / Cong Han                  | Cina           | Campionati mondiali   | 2019   |
| 157.46    | Anastasija Mišina / Aleksandr Galljamov | Russia         | Campionati europei    | 2022   |

#### Record storici
Qui di seguito sono elencati tutti i record storici oltre i 120 punti del programma libero di coppia.
| Punteggio | Nomi                                  | Nazionalità | Evento              | Anno |
| --------- | ------------------------------------- | ----------- | ------------------- | ---- |
| 123.04    | Xue Shen / Hongbo Zhao                | Cina        | Skate Canada        | 2003 |
| 126.78    | Tat'jana Tot'mjanina / Maksim Marinin | Russia      | Skate Canada        | 2003 |
| 130.08    | Xue Shen / Hongbo Zhao                | Cina        | Finale Grand Prix   | 2003 |
| 136.02    | Xue Shen / Hongbo Zhao                | Cina        | Finale Grand Prix   | 2004 |
| 138.89    | Xue Shen / Hongbo Zhao                | Cina        | Finale Grand Prix   | 2009 |
| 139.23    | Juko Kavaguti / Aleksandr Smirnov     | Russia      | Campionati Europei  | 2010 |
| 139.91    | Xue Shen / Hongbo Zhao                | Cina        | Olimpiadi Invernali | 2010 |
| 141.81    | Qing Pang / Jian Tong                 | Cina        | Olimpiadi Invernali | 2010 |
| 144.87    | Aljona Savchenko / Robin Szolkowy     | Germania    | Campionati Mondiali | 2011 |
| 149.87    | Tat'jana Volosožar / Maksim Tran'kov  | Russia      | Campionati Mondiali | 2013 |
| 150.31    | Tat'jana Volosožar / Maksim Tran'kov  | Russia      | Nebelhorn Trophy    | 2013 |
| 154.66    | Tat'jana Volosožar / Maksim Tran'kov  | Russia      | Skate America       | 2013 |
| 155.10    | Wenjing Sui / Cong Han                | Cina        | NHK Trophy          | 2017 |
| 157.25    | Aljona Savchenko / Bruno Massot       | Germania    | Finale Grand Prix   | 2017 |
| 159.31    | Aljona Savchenko / Bruno Massot       | Germania    | Olimpiadi Invernali | 2018 |
| 162.86    | Aljona Savchenko / Bruno Massot       | Germania    | Campionati Mondiali | 2018 |